# Bruki Kokocka
Bruki Kokocka – wieś w Polsce położona w województwie kujawsko-pomorskim, w powiecie chełmińskim, w gminie Unisław.

## Podział administracyjny
W latach 1939–1945 położona była w okręgu Rzeszy Gdańsk-Prusy Zachodnie, w rejencji bydgoskiej (Regierungsbezirk Bromberg), w powiecie Chełmno (Kreis Kulm).
W latach 1975–1998 miejscowość administracyjnie należała do województwa toruńskiego.

## Historia
Według map z czasów istnienia Cesarstwa Niemieckiego (1893, 1906 i 1913) Bruki Kokocka występowały jako Wilhelmsbruch.
W czasach II Rzeczypospolitej oraz Polskiej Rzeczypospolitej Ludowej miejscowość nazywała się Bruki II.
W latach 1939–1942 nazwą wsi było Wilhelmsbruch, lecz po przeprowadzonej zamianie nazw miejscowości w Okręgu Rzeszy Gdańsk-Prusy Zachodnie, w latach 1942–1945 nazywała się Wilhelmsbruch, Kreis Kulm (Weichsel). Pod okupacją niemiecką miejscowość ta posiadała statu wieś.

## Demografia
Według Narodowego Spisu Powszechnego (III 2011 r.) wieś liczyła 93 mieszkańców. Jest najmniejszą miejscowością gminy Unisław.

## Dawne cmentarze
Na terenie wsi zlokalizowany jest nieczynny cmentarz ewangelicki.